# Wissenschaftsmanagement
Wissenschafts- und Hochschulmanagement sowie Forschungsmanagement oder auch generell Wissenschaftsmanagement bezieht sich auf Beschäftigte an Hochschulen und außeruniversitären Forschungseinrichtungen (wie z. B. der Max-Planck- oder der Fraunhofer-Gesellschaft, den Helmholtz-Zentren oder der Leibniz-Gemeinschaft), die im Zuge der Autonomisierung und Differenzierung des Aufgabenprofils insbesondere von Hochschulen Aufgaben übernehmen, die zwar meist in der Verwaltung angesiedelt, jedoch weder klassische Verwaltungsaufgaben sind noch dem Bereich Forschung und Lehre zugeordnet werden können. Beschäftigte im Hochschul- und Wissenschaftsmanagement ergänzen somit die zwei klassischen Beschäftigungsgruppen:
- Wissenschaftliches und künstlerisches Personal
- Verwaltungs-, technisches und sonstiges Personal

Als hierzu dritte Gruppe, die Aufgaben zwischen Wissenschaft und Verwaltung übernimmt, wurde für sie in der englischsprachigen Literatur auch der Begriff „third space“ verwendet.
In außeruniversitären Wissenschafts- und Forschungseinrichtungen sind eigenes wissenschaftliches Arbeiten und damit verbundene Management-Funktionen oft nicht personell getrennt, sondern beide Aufgaben werden durch die Forscher parallel wahrgenommen. Hinzu kommen insbesondere in anwendungsorientiert forschenden Institutionen wie der Fraunhofer-Gesellschaft noch Management-Aufgaben, die den Transfer der wissenschaftlichen Ergebnisse in die industrielle Praxis zum Thema haben. Wissenschaftsmanagement umfasst dann auch das Innovationsmanagement.

## Begriffsabgrenzung
In der Literatur finden sich mehrere Begriffsbeschreibungen, die sich im Kern gleichen, aber unterschiedliche Schwerpunkte setzen. Als grundlegend kann die Formulierung der Autoren Klumpp und Teichler (2008) für die von ihnen als „Hochschulprofessionen“ bezeichnete Gruppe des Wissenschaftsmanagement angesehen werden. Zur Begriffsbeschreibung nutzen sie die Charakteristika typischer Tätigkeitsfelder der Beschäftigten. Danach übernehmen Personen im Wissenschafts- und Hochschulmanagement Aufgaben in den folgenden drei Tätigkeitsbereichen.
Tätigkeiten,
- die durch Hochschulreformen und Weiterentwicklungen sowie Professionalisierung den Hochschulen zugetragen wurden wie z. B. die Akkreditierung, Evaluation oder Hochschulmarketing und Fundraising;
- die in Folge der Hochschulexpansion und der Aufgabenzunahme des Lehrpersonals externalisiert wurden wie z. B. die Aufgaben eines Forschungsreferenten oder die Betreuung von Doktoranden in Graduate Schools;
- die als Teil der Verwaltungsaufgaben einer Hochschule zunehmend von Akademikern übernommen werden und somit eine „Aufwertung“ erfahren.[4]

Einen anderen Ansatzpunkt greift der Wissenschaftsrat (2018) in seinen Empfehlungen zur Hochschulgovernance auf. Basierend auf dem Charakteristikum der akademischen Vorbildung und häufig vorhandenen Forschungserfahrung des Wissenschaftsmanagements wählt der Wissenschaftsrat (WR) eine Gruppendefinition, die auf dem akademischen Bildungshintergrund basiert. Danach gehören dem Wissenschaftsmanagement diejenigen Personen an, die „den Wissenschaftlern unterstützende Dienstleistungen zur Verfügung stellen, dabei aber über eine wissenschaftliche Ausbildung und teilweise auch selbst über einschlägige Erfahrungen in Forschung und Lehre verfügen.“. Ebenso beziehen Schneijderberg et al. (2013) sich auf die wissenschaftliche Qualifikation des Wissenschaft- und Hochschulmanagements: Hochschulprofessionelle sind Berufstätige im Hochschul- und Wissenschaftssystem […] von denen eine Tätigkeit zwischen Wissenschaft und Management, inklusive Verwaltung, erwartet wird [und] für die eine hohe Qualifikation konstitutiv ist.
Eine dritte Begriffsbeschreibung bezieht sich auf das Tätigkeitsprofil der Beschäftigten. Basierend auf einer qualitativen Befragung von Beschäftigten im Wissenschafts- und Hochschulmanagement sind für ihre Berufsgruppe spezifische Tätigkeiten jenseits rein administrativer und koordinierender Funktionen kennzeichnend. Auch das Netzwerk Wissenschaftsmanagement wählt in seinem Positionspapier zur „Bedeutung des Wissenschaftsmanagements für strategisches Planen, Handeln und Führen“ eine tätigkeitsbezogene Definition (NWM 2020). Neben Dienstleistungsaufgaben wie z. B. im Bereich der Bibliothek und Berufsberatung ist das Wissenschaft- und Hochschulmanagement durch folgende Tätigkeiten charakterisiert:
- Konzeptionelles Arbeiten
- Entscheidungsvorbereitungen
- Strategieentwicklung
- Projektmanagement
- Programm-Management
- Initialisierung von Veränderungsprozessen (Change Management)

In dem vom BMBF geförderten Karrierewege und Qualifikationsanforderungen im Wissenschafts- und Hochschulmanagement wird versucht, diese verschiedenen Definitionsansätze aufzugreifen. Wissenschafts- und Hochschulmanagement
- ist nicht nur das klassische Management, sondern umfasst auch die teilweise neu entstandenen oder in ihren Tätigkeiten stark veränderten Stellen,
- ist formal häufig in der Verwaltung angesiedelt, während die Tätigkeiten zwischen Verwaltung und Wissenschaft liegen,
- stellt eine Brücken- oder Vermittlerfunktion zwischen beiden Bereichen dar,
- nimmt wissenschaftsunterstützenden (Dienstleistungs-)Charakter an.[11]

Das Netzwerk Wissenschaftsmanagement hat für das Selbstverständnis der Berufsgruppe sowie zur Erhöhung des Bewusstseins für ihr Berufsfeld in der Öffentlichkeit einen Kodex Wissenschaftsmanagement verabschiedet, der als kontinuierliche Grundlage zur Diskussion und Selbstreflexion dienen soll.

## Beispiele für Funktionen/Funktionsbezeichnungen im Bereich Wissenschaftsmanagement
Studiengangskoordinator, Fakultätsgeschäftsführer, Forschungsreferent, Projektleiter, Programmleiter, Hochschuldidaktiker, Qualitätsmanager, ECTS-Beauftragter, Bologna-Beauftragter, Referent für Studium und Lehre, Referent für Akkreditierung, Mitarbeiter Pressestelle, Referent für Hochschulentwicklung, Referent des Rektors bzw. Präsidenten, EU-Beauftragter, Transfer-Beauftragter, Dekanatsreferent, Mitarbeiter der Zentralen/Dezentralen Studienberatung, Referent für wissenschaftliche Weiterbildung, Mitarbeiter Career Center, Fundraiser.

## Entwicklung an Hochschulen
Mit der Entwicklung von der gremiengesteuerten Gruppenuniversität hin zur autonomeren Hochschule mit organisationalen Strukturen und Zielen haben sich auch die Anforderungen an die Hochschulangehörigen gewandelt und die Berufsgruppe des Wissenschafts- und Hochschulmanagement ist entstanden.
Bis in die 1990er Jahre waren in der staatlich gesteuerten Hochschule die Professoren die Experten für Lehre und Forschung sowie ihre eigenen Manager im Rahmen der zugesicherten professoralen Mehrheit in Gremien der akademischen Selbstverwaltung. Der Staat hatte die administrative Verantwortung über Entscheidungen in Haushalt, Personal und Organisation. Die Verwaltungsbeamten übernahmen die Ausführung und Kontrolle der staatlich zugewiesenen Aufgaben. Der Rektor hatte primär eine symbolisch-repräsentative Funktion.
Mit der „Entfesselung“ der Hochschule (Müller-Böling 2000) und der Einführung des New Public Management wurden vormals staatliche Aufgaben in die Selbstverwaltung der Hochschule übergeben. Die Hochschulen hatten nun weitestgehend Budget-, Personal- und teilweise das Berufungsrecht und konnten weitgehend eigenständig über ihr Studienangebot entscheiden. Die staatliche Steuerung zog sich zurück und steuerte durch Kennzahlen und Globalbudgets. Durch die Einführung von Akkreditierungen und einen verschärften Wettbewerb um Drittmittel und Studierende (Rankings) erhöhten sich gleichzeitig die Berichtspflichten. Ebenso führte die Einführung von Bachelor- und Masterprogrammen im Rahmen der Bologna-Reform zu einer Komplexitätssteigerung in der Studiengangskoordination und -planung sowie zur Einführung aufwendiger Akkreditierungs- und Evaluationsverfahren. Diese Entwicklungen führten zu einer Fülle neuer Aufgaben und Verantwortungen und der Herausforderung an die Institution Hochschule als „handlungs- und entscheidungsfähiger Akteur“ in einer komplexer werdenden Umwelt zu handeln. Neben der Stärkung der Leitungsfunktionen hin zu einem hauptamtlichen Präsidium, führt diese Entwicklung zu einer „Stärkung und Differenzierung der Hochschulverwaltung“. Die notwendigen Kompetenzen und Ressourcen konnten in der bisher zweigliedrigen Personalstruktur von Lehr- und Verwaltungspersonal nicht gedeckt werden. Es entstand das Wissenschaft- und Hochschulmanagement, das sowohl wissenschaftlich sozialisiert das System Hochschule und ihre Werte kennt und gleichzeitig offen für die Steuerungsfähigkeit von Hochschule Managementaufgaben übernimmt.
Da die Hochschulstatistik die Gruppe der Beschäftigten im Wissenschaft- und Hochschulmanagement nicht als eigene Gruppe ausweist, sondern je nach vertraglicher Eingliederung an der jeweiligen Hochschule in den zwei Gruppen „Wissenschaftliches Personal“ bzw. dem „Verwaltungspersonal“ subsumiert, liegen keine genauen Angaben über die Grundgesamtheit vor. Stattdessen basieren die vorliegenden Zahlen über die Anzahl der Beschäftigten im Wissenschaft- und Hochschulmanagement auf der Grundlage von Befragungen und Schätzungen. Demnach ist von ca. 22.000 bis zu 25.000 Beschäftigten im Bereich Wissenschaft- und Hochschulmanagement auszugehen.
Die Zunahme von Personen im Wissenschaft- und Hochschulmanagement lässt sich auch in den USA und anderen europäischen Ländern beobachten.

## Wissenschaftsmanagement in anderen Bereichen
Dieser Artikel bezieht sich auf das Wissenschaft- und Hochschulmanagement an Hochschulen und außeruniversitären Forschungseinrichtungen in Deutschland. Ähnliche Tätigkeitsfelder finden sich aber auch in den Forschungs- und Entwicklungsabteilungen von Unternehmen oder Unternehmensberatungen sowie im Umfeld technologie- und wissensintensiver Wirtschaftsbranchen wie z. B. Personal für Hochschulthemen in privaten Beratungsfirmen aber auch Hochschulreferenten in Gewerkschaften, Berufsverbänden oder sonstigen Fachverbänden – aber auch im Kontext einer verstärkten Transferorientierung von öffentlichen Verwaltungen wie z. B. Wissenschaftsbeauftragte der Städte.

## Berufliche Netzwerke
Im Bereich Hochschul- und Wissenschaftsmanagement haben sich u. a. die folgenden beruflichen Netzwerke gegründet und etabliert:
- NWM – Netzwerk Wissenschaftsmanagement (e. V.)[26] – gegründet 2011
- FORTRAMA – Netzwerk für Forschungs- und Transfermanagement e. V.[27] – gegründet Mitte 1990
- DEGEVAL – Deutsche Gesellschaft für Evaluation e. V. – Arbeitskreis Hochschulen[28] – gegründet 1997
- Uninetzpe – Netzwerk für Personalentwicklung an Universitäten e. V.[29] – gegründet 2014
- Coachingnetzwerk Wissenschaft e. V.[30] – gegründet 2005
- Career Service Netzwerk Deutschland e. V.[31] – gegründet 2003
- Bundesverband Hochschulkommunikation[32] – gegründet 1969
- ZWM – Zentrum für Wissenschaftsmanagement (e. V.)[33] – gegründet 2002
- WIM'O - wissenschaftsmanagement-online.de[34] – gegründet 2006

Forschungsaktive Beschäftigte aus dem Bereich Hochschul- und Wissenschaftsmanagement sind auch Mitglied in einer der folgenden Fachgesellschaften:
- Gesellschaft für Hochschulforschung (GFHF) e. V.[35] – gegründet 2006
- Deutsche Gesellschaft für Hochschuldidaktik e. V.[36] – gegründet 1971

Internationale Netzwerke:
- PRIDE – Association for Professionals in Doctoral Education[37] – gegründet 2017
- EAIE – European Association for International Education[38] – gegründet 1989
- EAIR – The European Higher Education Society[39] – gegründet 1979
- CHER – Consortium of Higher Education Researcher[40] – gegründet 1988
- EARMA – European Association of Research Managers and Administrators[41] – gegründet 1994

Weiterbildungsmöglichkeiten im Bereich Wissenschaftsmanagement:
- ZWM – Zentrum für Wissenschaftsmanagement (e. V.)[33]